# Command & Conquer: Red Alert (серия игр)
Command & Conquer: Red Alert — серия компьютерных игр в жанре стратегии в реальном времени. Изначально Command & Conquer: Red Alert (1996) планировалась как приквел к Command & Conquer, однако позднее развилась в собственную серию.

## Вселенная
| 1996 | Command & Conquer: Red Alert                                                                               |
| 1997 | Command & Conquer: Red Alert: Counterstrike Command & Conquer: Red Alert: The Aftermath                    |
| 1998 | Command & Conquer: Red Alert: Retaliation                                                                  |
| 1999 | |
| 2000 | Command & Conquer: Red Alert 2                                                                             |
| 2001 | Command & Conquer: Yuri’s Revenge                                                                          |
| 2002 | |
| 2003 | |
| 2004 | |
| 2005 | |
| 2006 | Command & Conquer: The First Decade                                                                        |
| 2007 | |
| 2008 | Command & Conquer: Red Alert 3                                                                             |
| 2009 | Command & Conquer: Red Alert 3 — Uprising Command & Conquer: Red Alert Mobile Command & Conquer: Red Alert |
| 2010 | |
| 2011 | |
| 2012 | |
| 2013 | |
| 2014 | |
| 2015 | |
| 2016 | |
| 2017 | |
| 2018 | Red Alert Online                                                                                           |
| 2019 | |
| 2020 | Command & Conquer: Remastered Collection                                                                   |

Игры серии Red Alert представляют собой альтернативную реальность, начало которой положило изобретение Альбертом Эйнштейном машины времени. Действие игры Command & Conquer: Red Alert, выпущенной 22 ноября 1996 года, происходит в альтернативной вселенной 1950-х годов. Игра изначально задумывалась как приквел к Command & Conquer, в котором Red Alert становится прологом всей серии игр Tiberian.
Воспользовавшись машиной, Эйнштейн возвращается в прошлое и убивает молодого Адольфа Гитлера, ещё не ставшего диктатором нацистской Германии. Как результат, Вторая мировая война в новой реальности никогда не происходила, однако из-за этого Советский Союз во главе с его лидером Иосифом Сталиным, не имея сильных противников на континенте, начинает полномасштабное наступление на Европу.
Кампании Союзников (Альянса) и Советов Command & Conquer: Red Alert приводят к двум разным концовкам, которые, тем не менее, вполне укладываются в общую вселенную Command & Conquer. Победа Союзников приводит к тому, что лидеры СССР, потерпев унизительное поражение, в будущем развяжут новый конфликт (Red Alert 2), организовав на этот раз войну против США. Победа же СССР приведёт к власти лидера Братства Нод Кейна и началу Tiberian Dawn. В планировавшемся проекте Tiberian Incursion дизайнеры Westwood Studios планировали вновь объединить обе разделившиеся временные линии в единый сюжет, однако проект был отменён, а студия в скором времени была закрыта.
Red Alert представляет Союзников и Советы как соперничающие фракции, примерно аналогичные НАТО и Организации Варшавского договора времён Холодной войны. Игра была хорошо встречена критиками и имеет самый высокий средний балл среди всех игр Command & Conquer со средним показателем более 90 % от GameRankings и Metacritic, в отличие от двух её дополнений, Command & Conquer: Red Alert: Counterstrike и Command & Conquer: Red Alert: The Aftermath, которые получили отзывы ниже среднего со средними оценками 63 и 70 % соответственно. Оба дополнения дали игре больше миссий и больше юнитов. Эксклюзивно для PlayStation также был выпущен отдельный выпуск оригинала под названием Command & Conquer: Red Alert: Retaliation, который включал в себя все карты, миссии и юниты Red Alert: Counterstrike и Red Alert: The Aftermath, а также некоторые отснятые кат-сцены, как раз доступные только в Red Alert: Retaliation. Перед тем, как 31 августа 2008 года компания Electronic Arts перевыпустила игру как бесплатную, было продано более трёх миллионов копий Red Alert.
23 октября 2000 года вышла Command & Conquer: Red Alert 2. Советский Союз под руководством премьер-министра СССР Александра Романова, которого ранее западные специальные службы поставили руководить страной в качестве марионетки, совершает вторжение в США.
Поскольку в этой игре отсутствовала ссылка на серию Tiberian, связь, установленная в первой игре Red Alert, стала неясной. Однако первоначальные создатели серии подразумевали, что Red Alert 2 происходит в параллельной вселенной, возникшей в результате экспериментов с путешествиями во времени, которые проводились некоторое время в серии Tiberian. Игра Red Alert 2 была воспринята довольно положительно с общим рейтингом 86 % на GameRankings.
Игра Command & Conquer: Yuri’s Revenge была выпущена как аддон для Red Alert 2 10 октября 2001 года. В Yuri’s Revenge телепат Юрий, планируя реванш (события дополнения Yuri’s Revenge), готов захватить мир с помощью экстрасенсорных технологией и своей собственной армии, а также главным образом с помощью практически готовых к действию Пси-доминаторов, однако непосредственно перед включением один из Пси-доминаторов удаётся повредить, после чего ударным силам США или СССР удаётся переместиться во времени и уничтожить Пси-доминаторы Юрия до того, как он сможет ими воспользоваться. Концовка Союзников в Red Alert 2 является каноничной.
Аддон расширения получил в основном положительные отзывы. GameRankings сообщает о средней оценке в 85 % на основе 31 обзора, что делает Yuri’s Revenge самым популярным аддоном в серии Command & Conquer: Red Alert и Command & Conquer в целом.
Command & Conquer: Red Alert 3, выпущенная 28 октября 2008 года, продолжила историю Red Alert 2 и более «беззаботный» взгляд серии на Command & Conquer: Red Alert. Игра начинается с того, что военные деятели СССР, а именно полковник Черденко и генерал Крюков, перед лицом неминуемого поражения используют машину времени и перемещаются в прошлое, чтобы на этот раз устранить самого Эйнштейна, автора многих изобретений Союзников, которые в конце концов переломили ход войны. Вернувшись назад, они обнаруживают, что эти изменения вызвали появление третьей силы в мире — Империи Восходящего Солнца.
Игра представила множество новых юнитов и отдельную Империю Восходящего Солнца — вдохновлённую аниме версию Японской империи. Исполнительный продюсер Крис Корри заявил в предрелизном интервью, что Red Alert 3 будет ещё больше отличать игровые фракции друг от друга и «[играть] на глупости в дизайне их фракций, когда это возможно». Этот подход был признан популярным, поскольку Red Alert 3 получила на Metacritic совокупную оценку 82 %.
Command & Conquer: Red Alert 3 — Uprising была выпущена 12 марта 2009 года как самостоятельное дополнение для Red Alert 3 и получила довольно плохие отзывы со средней оценкой 64 % на Metacritic. Также была выпущена ещё одна отдельная игра для PlayStation 3 и Xbox 360, известная как Command & Conquer: Red Alert 3 — Commander's Challenge, которая содержала режим Commander’s Challenge, представленный в Uprising, для консолей.
В 2018 году китайская компания Tencent выпустила новую версию Red Alert для iOS (Red Alert Online), что вызвало неоднозначную реакцию онлайн-поклонников.